# 이코마 지카노리

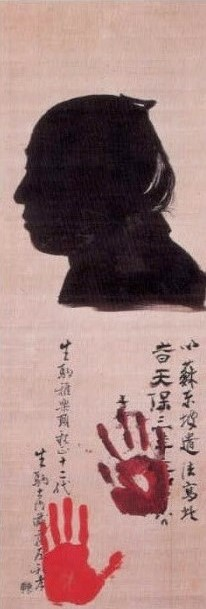

이코마 지카노리(일본어: 生駒親孝, 1790년 ~ 1835년)는 일본 에도 시대의 하타모토로, 야시마 이코마 가문의 9대 영주이다.
분카 14년(1817년), 선대 영주 이코마 지카아키라가 사망하자 그 뒤를 이어 가문을 계승하였다. 덴포 원년(1830년)에 은거하였고, 이코마 지카요시가 그 뒤를 이었다. 덴포 6년(1835년)에 사망하였다.